# Christian Obrist

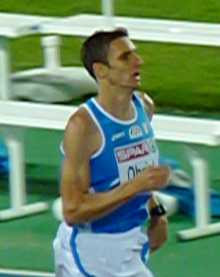
Imagem de Christian Obrist.

Christian Obrist (Brixen, 20 de novembro de 1980 ) é um corredor de média distância italiano, especializado em 1500 m.[carece de fontes?]

## Biografia
Obrist terminou em sétimo na final de 1500 m no Campeonato Europeu de Atletismo de 2002 em Munique e no Campeonato Europeu de Atletismo de 2006 em Gotemburgo. Ele também foi semi-finalista no Campeonato Mundial de Atletismo de 2003.
Seu recorde pessoal é de 3:35.32 minutos, que alcançou em Setembro de 2007 em Rieti. Ele primeiro representou o clube SSV Brixen, e depois o CS Carabinieri.

## Conquistas
| Ano                  | Competição                | Local                | Posição              | Evento               | Notas                |
| Representando Itália | Representando Itália      | Representando Itália | Representando Itália | Representando Itália | Representando Itália |
| -------------------- | ------------------------- | -------------------- | -------------------- | -------------------- | -------------------- |
| 2001                 | Campeonato Europeu Sub-23 | Amsterdão, Holanda   | 4º                   | 1500 metros          | 3:39.58              |
| 2002                 | Campeonato Europeu        | Munique, Alemanha    | 7º                   | 1500 metros          | 3:46.57              |
| 2008                 | Jogos Olímpicos           | Beijing, China       | 11º                  | 1500 metros          | 3:39.87              |
| 2010                 | Campeonato Europeu        | Barcelona, Espanha   | 7º                   | 1500 metros          | 3:43.91              |

## Títulos nacionais
Christian Obrist ganhou 12 vezes o campeonato nacional individual.